# Маленьо
Малѐньо (на италиански: Malegno, на източноломбардски: Malén, Мален) е село и община в Северна Италия, провинция Бреша, регион Ломбардия. Разположено е на 364 m надморска височина. Населението на общината е 2040 души (към 2013 г.).